# Édit de Clotaire II
Droit romano-germain
Droit du haut Moyen Âge
L'édit de Clotaire II (en latin : Edictum Chlotarii) ou édit de Paris, dénommé également décrétion de Clotaire, est promulgué par le roi des Francs Clotaire II, le 18 octobre 614 à Paris. Il est l’un des plus importants actes royaux de la période mérovingienne et une marque du développement de la royauté franque. C’est l’un des derniers capitulaires mérovingiens, une série d'ordonnances juridiques régissant l'Église et le royaume.

## Contexte
Clotaire avait récemment unifié l’ensemble du royaume des Francs en se débarrassant en 613 de son cousin Sigebert II, roi d’Austrasie, ainsi que de la régente de ce dernier, son arrière-grand-mère, la reine Brunehaut.
Ce document a été généralement considéré comme une série de concessions à la noblesse d'Austrasie qui l'avait aidé contre la reine Brunehaut. Dans Der Staat des hohen Mittelalters, Heinrich Mitteis l'a même comparé à la Magna Carta anglaise, une opinion non partagée par les historiens modernes. Aujourd'hui, ces derniers pensent qu'il visait principalement à corriger les abus du système judiciaire pendant les guerres civiles depuis le début de la faide en 568.

## Objet
L’édit tente de rétablir l’ordre par la normalisation des nominations aux fonctions, aussi bien laïques qu’ecclésiastiques, en affirmant les responsabilités de tous, puissants, nobles, évêques et roi, à assurer le bonheur et la paix du royaume :  « felicitas regni et pax et disciplina in regno ». 
On ne sait pas dans quelle mesure les idées et la forme de l'édit proviennent du roi, de ses officiers et courtisans ou des nobles.  Mais ce qu'on retient, c'est que l'édit a été décrété dans la foulée des canons promulgués au cinquième synode de Paris et que certaines de ses clauses visaient ainsi à modifier les décisions des prélats qui venaient d'y siéger. Ceux-ci avaient insisté sur leur liberté de choix des évêques, mais Clotaire a modifié ces décisions en insistant sur le fait que devaient être ordonnés les prêtres de sa cour ou les seuls évêques qu'il avait choisis. Concrètement cela s'est traduit par le fait que le roi se réserva ainsi la possibilité, après l'élection, d'ordonner ou non au métropolitain de procéder à l'ordination du nouvel évêque.
Parmi les concessions accordées par l’édit  à l'Église, nous trouvons l'interdiction faite aux Juifs d'accéder aux offices royaux ; le Synode avait aussi décrété que tous les Juifs qui occupaient des postes militaires ou civils, ainsi que leur famille, devaient accepter le baptême ; malgré leur exclusion des hautes fonctions, leur droit à intenter des actions juridiques contre les chrétiens a été préservé.
Les évêques ont eu le droit de destituer les mauvais juges (si le roi se trouvait absent), et eurent droit à certaines réductions d'impôt et exonérations.
Le droit d'une femme de ne pas être mariée contre son gré a été confirmé.
La plus célèbre des vingt-sept clauses de l'édit est certainement la douzième dans laquelle Clotaire dit en partie que « nullus iudex de aliis provinciis aut regionibus in alia loca ordinetur », ce qui signifie que les fonctionnaires ne peuvent être nommés que dans leur propre région. Cette décentralisation du pouvoir, cette perte d'influence du roi, va renforcer les potentats locaux. Elle a ainsi été interprétée comme une concession donnée aux comtes, en leur accordant plus de contrôle sur les nominations mais aussi inversement comme une loi anti-corruption prévue pour faciliter la pénalisation des officiers corrompus comme l'illustre l'intervention contre ceux qui cherchaient à établir de nouveaux tonlieux à leur profit.
L'édit de Clotaire II est resté en vigueur pendant le règne de son successeur, Dagobert Ier.

## Sources
- John Michael Wallace-Hadrill, The Long-haired Kings, London, 1962.
- Emily Wilson, « The Rise of the Carolingians or the Decline of the Merovingians? », Access History, vol. 2 no 1, p. 5–21.
- Alexander Callander Murray, « Immunity, Nobility, and the Edict of Paris », Speculum, vol. 69, no 1, 1994, p. 18–39.